# NGC 2419
NGC 2419 је збијено звездано јато у сазвежђу Рис које се налази на NGC листи објеката дубоког неба.
Деклинација објекта је + 38° 52' 57" а ректасцензија 7h 38m 8,5s. Привидна величина (магнитуда) објекта NGC 2419 износи 10,3. NGC 2419 је још познат и под ознакама GCL 12, Intergalactic wanderer.